# بيدلسدن (باكينجهامشير)
بيدلسدن (بالإنجليزية: Biddlesden)‏ هي قرية وأبرشية مدنية تقع في المملكة المتحدة في إنجلترا. يقدر عدد سكانها بـ 113 نسمة .